# Newtons parkiet
Newtons parkiet (Psittacula exsul) is een uitgestorven vogel uit de familie Psittaculidae (papegaaien van de Oude Wereld).

## Verspreiding en leefgebied
De soort was endemisch op Rodrigues, een eiland van de Mascarenen dat behoort bij Mauritius.